# Fria
Fria (Sabendé) – miasto w zachodniej Gwinei, położone nad rzeką Konkouré. Według danych statystycznych z 2010 mieszka w nim 129 tysięcy osób. Jest jednym z głównych w Afryce ośrodków wydobycia boksytów i produkcji aluminium.